# Alvarelhos e Guidões
Alvarelhos e Guidões (llamada oficialmente União das Freguesias de Alvarelhos e Guidões) es una freguesia portuguesa del municipio de Trofa, distrito de Oporto.

## Historia
Fue creada el 28 de enero de 2013 en aplicación de una resolución de la Asamblea de la República de Portugal promulgada el 16 de enero de 2013 con la unión de las freguesias de Alvarelhos y Guidões, pasando su sede a estar situada en la antigua freguesia de Alvarelhos.

## Demografía
| Gráfica de evolución demográfica de Alvarelhos e Guidões entre 2011 y 2021 |
|                                                                            |
| Datos según el nomenclátor publicado por el INE portugués.                 |